# Baglán (ciudad)
Baglán (en persa: بغلان‎) es una ciudad de Afganistán. Está ubicada a aprox. 5 kilómetros al este del río Kunduz, a aprox. 56 kilómetros al sur de Khanabad, y está a 518 metros sobre el nivel del mar. 
Es la capital de la provincia de Baglán. 
Tiene una población de 115.419 habitantes (2007). 
La ciudad de Baglán fue establecida en Afganistán aproximadamente en 1960.

## La industria de Baglán
Baglán es el centro de producción del azúcar-remolacha en Afganistán y es el principal productor de este azúcar en el distrito Afgano de Turkestan. 

## La población de Baglán
La estimación de la población en 1960 fue de cerca de 20.000 habitantes y 24.410 en 1963, con incremento del 22,05% en tres años de duración. La población estimada en 1965 fue de 92.432 habitantes con un incremento del 278,66% en dos años. La población estimada en 2008 era de 119.607 habitantes, de los cuales el 50% eran pastunes, el 40% tayikos y el 10% restante uzbekos.